# Esboz-Brest
Esboz-Brest è un comune francese di 511 abitanti situato nel dipartimento dell'Alta Saona nella regione della Borgogna-Franca Contea.

## Società

### Evoluzione demografica
Abitanti censiti